# Serixia plagiata
Serixia plagiata là một loài bọ cánh cứng trong họ Cerambycidae.